# 李岩 (崇禎進士)
李岩（17世紀—17世紀），字子潛，號聖石、又号山樵，山東登州府萊陽縣人，明朝、南明政治人物。

## 生平
李岩是崇禎九年貢生、南京光祿寺典籍李再白之子，崇禎六年（1633年）中舉人，崇禎十年（1637年）成進士，吏部觀政，授直隸曲周縣知縣，崇禎十三年（1640年）調滑縣。當時滑縣饑荒，人民相食或被迫為盜，他剪除防禦，防止災禍蔓延，全縣邑賴以安全。
十五年（1642年）李岩陞為刑部主事，再外任開封知府，弘光年間陞為河南大梁道副使，很快因為父親逝世回鄉，南京失陷後隱居在南李格莊，以吟詩自娛。

## 家族
曾祖李艶茂〔寿官〕，祖李魁先〔庠生〕，父李再白〔贡士〕。

## 引用
1. 1 2  錢海岳《南明史·卷三十五·列傳第十一》：（弘光）時河南、陝西司道：……李岩，字子潛，萊陽人。崇禎十年進士。歷曲周、滑縣知縣。善除盜，累遷刑部主事、開封知府、大梁副使。
2. ↑  《崇祯十年丁丑科进士三代履历》：曾祖艶茂〔寿官〕，祖魁先〔庠生〕，父再白〔贡士〕。圣石，书一房，丙辰十月初一日生，莱阳县人，癸酉三十八名，会一百九十一名，三甲一百四名，吏部观政，本年十月授北直曲周知县，庚辰调滑县知县，壬午升刑部廣西司主事，升開封知府。
3. ↑  同治《滑縣志·卷八·名宦》：李岩，山東萊陽人，進士。崇正十三年自曲周令調任，時值奇荒，人相食，飢寒之民迫而盜，剪除防禦不至蔓延，一邑賴以安全。壬午內陞刑部主事，未幾出守開封。
4. ↑  民國《萊陽縣志·卷三·人士志》：進士 明……崇禎……李岩 南李格莊，再白子，癸酉舉人，丁丑……李岩，字子潛，號聖石，晚號山樵，崇禎丁丑進士。授直隸曲周縣知縣，調河南滑縣。滑飢多盜，岩躬挽強削平。征入司馬部，除開封郡守，以勞駐纛大梁，陞開歸河等處糧務道按察使司副使。未幾，丁外艱歸。國變後，隱居南李格莊，以吟詠自娛。